# Ingica
Ingica är ett musikalbum från 1972 av den svenska sångerskan Monica Törnell. Det återutgavs på CD 2012. 

Ingica var Törnells debutalbum och spelades in på Europafilm studio i september 1972. Producent var Lasse Svensson, arrangör Björn J:son Lindh och tekniker Björn Almstedt. Skivnumret är Philips 6316 017.
På konvolutet uppges att Ingica är Monicas eget namn på ett mycket vackert område hemma i Söderhamn". I en intervju säger hon också att namnet är en sammanslagning av förnamnen Ingrid och Monica, där det förstnämnda uppges vara namnet på en väninna som presenterade henne för Jacques Prévert. Törnell säger att hon hade bestämt att hennes första barn skulle heta Ingica om det blev en flicka, och då hon höll på med denna LP tyckte hon att den var hennes första barn. På omslaget hade Cornelis Vreeswijk skrivit "Hon sjunger med hela kroppen och samtliga dess organ".
Låten "När jag var ung", som är en cover på Ian Andersons "Wind Up" och i original framfördes av rockbandet Jethro Tull (på albumet Aqualung), finns i liveinspelning från 1977 på albumet Sånger och musik från Kvinnokulturfestivalen (Silence SRS 4647). Gitarristen Kenny Håkansson, som turnerade med Törnell 1971-1972, tog med sig "Barkbrödslåten" till sin grupp Kebnekaise, som hade en instrumentalversion av låten på sitt andra album Kebnekaise II (1973).
Albumet är en av titlarna i boken Tusen svenska klassiker (2009).

## Låtlista

### Sida 1
1. "Faster Fantasis visa" (K.G. Larson - Björn Clarin)
2. "Förut (när jag liten)" ("I Really Loved Harold") (Melanie Safka - Cornelis Vreeswijk)
3. "15:e november" (Bo Dahlman - Owe Junsjö)
4. "Lille Carl (vaggvisa)" (Carl Michael Bellman - trad. arr.: Cornelis Vreeswijk)
5. "Var mig nära" (Carl-Axel Dominique - Björn Häggqvist)
6. "Barkbrödslåten" (Cornelis Vreeswijk - trad. arr.: Björn Ståbi)

### Sida 2
1. "Avstånd till min käraste" (Bernt Staf)
2. "Näckaspel" (Alf Hambe)
3. "Vardag" (Björn J:son Lindh - Monica Törnell)
4. "Kom slå dig ner" ("Come to My Bedside, My Darling") (Eric Andersen https://www.ericandersen.com/) Hawkey Franzén)
5. "Telegram för en bombad by" (Cornelis Vreeswijk - trad. arr.: Björn J:son Lindh)
6. "När jag var ung" ("Wind Up") (Ian Anderson - Hawkey Franzén)

## Medverkande musiker
- Jan Bandel, trummor, el. vibrafon
- Stefan Brolund, bas.
- Ola Brunkert, trummor
- Hawkey Franzén, gitarr
- Anders Henriksson, moog
- Björn J:son Lindh, orgel, piano, flöjt, moog
- Hasse Rosén, gitarr
- Janne Schaffer, gitarr
- Björn Ståbi, fiol
- Cornelis Vreeswijk, gitarr

### Fotnoter
1. ↑  ”Ingica”. Svensk mediedatabas. http://smdb.kb.se/catalog/search?q=t%C3%B6rnell+ingica&x=0&y=0. Läst 30 januari 2013.
2. ↑  ”Ingica”. Discogs.com. http://www.discogs.com/Monica-T%C3%B6rnell-Ingica/release/2349616. Läst 30 januari 2013.
3. ↑  "Jag är som jag är", intervju av Per Månson, Musikmagasinet Ritz, nr. 7 1984, sid. 67-68
4. 1 2  Gradvall et al 2009, #346